# Pasja (flod)
Pasja (russisk: Пашá) er en flod øst i Leningrad oblast i Rusland og en af bifloderne til Svir fra venstre. Floden er 242 kilometer lang og har en decharge på 69 m³/s.
Floden er den største af Svirs bifloder og munder ud i denne bare 8 kilometer før Svirs munding. Den største biflod til Pasja er Kapsja.